# Ametrodiplosis duclosii
Ametrodiplosis duclosii är en tvåvingeart som först beskrevs av Tavares 1930.  Ametrodiplosis duclosii ingår i släktet Ametrodiplosis och familjen gallmyggor. Inga underarter finns listade i Catalogue of Life.